# Susanna Breda Sánchez
Susanna Breda Sánchez (Catalunya?, 28 d’abril de 1969) és una judoka i àrbitre de judo catalana.
Membre del Club Gimnas Judo Condal, es proclamà campiona de Catalunya en set ocasions (tres en la categoria de 61 kg i quatre en 57 kg). També aconsegui la medalla d'or en la categoria de 57 kg al Trofeu Internacional Ciutat de Barcelona de 1999. Posteriorment exercí com a àrbitra en diverses competicions estatals. Fou guardonada a la II Gala de la Federació Catalana de Judo.

## Palmarès
- 7 Campionats de Catalunya de judo
  - 3 en categoria de 61 Kg (1989, 1993, 1994)
  - 4 en categoria de 57 Kg (1997, 1999, 2000, 2001)